# Albertus Wielsma
Albertus Wielsma, nizozemski veslač, * 19. december 1883, Amsterdam, † 26. marec 1968, Amsterdam.
Wielsma je bil član nizozemskega četverca brez krmarja, ki je na Poletnih olimpijskih igrah 1908 v Londonu osvojil bronasto medaljo.